# はやせ (掃海母艦)
はやせ（ローマ字：JDS Hayase, MST-462、ASU-7020）は、海上自衛隊の掃海母艦。

## 来歴
海上自衛隊では、アメリカ海軍を退役したLST-542級戦車揚陸艦「ハミルトン・カウンティ」を購入し、所定の改装を加えた上で、1960年6月より掃海母艦「はやとも」として運用していた。同艦は艦内スペースに余裕があり、鈍足であることを除けば母艦として有用な存在であったが、1944年竣工と老齢の艦であり、代艦の建造が望まれていた。
そこで、第3次防衛力整備計画期間中の昭和44年度計画において新造の掃海母艦が建造されることとなった。これが「はやせ」である。

## 設計・装備
設計面では、同年度計画で建造された機雷敷設艦「そうや」（44MMC）と共通点が多い、「そうや」が船首船楼型であるのに対して、本艦は全通二層甲板を有し、艦首と艦尾に強いシアが掛かっている平甲板型である。また、建造費節約のために、船体構造は防衛庁の船舶設計基準に依拠しているが工作法は造船所側の工作基準を採用し、船殻構造材も大部分にNK規格材を使用し高張力鋼の使用は一部に止められており、艤装品も一般舶用品を使用するなど、船価低減が図られている。
後部甲板はヘリコプター甲板とされており、計画当時に海自が運用していたKV-107II-3掃海ヘリコプターの発着に対応している。ヘリコプター搭載能力は持っていないが、起動用電源、空中給油装置、消火装置、発動機洗浄装置、航空燃料(JP-5)用タンクが設けられている。その下方、第2甲板後半部には機雷庫が設けられており、機雷敷設装置2型による機雷敷設能力も備えていた。機雷敷設軌条は、左舷側が手動式の3条、右舷側が電動式の2条の計5条であり、機雷搭載数は3000ポンド級の機雷で115個、係維式の66式機雷（K-15）の場合250個とされている。
兵装は、除籍された護衛艦「わかば」に装備されていた68式50口径3インチ連装速射砲を流用した他、機雷処分用としてMk.10 20mm単装機銃2門を装備した。また、SQS-11A中周波ソナーと68式3連装短魚雷発射管により、限定的ながら対潜能力も有していた。
「はやせ」本来の任務である掃海母艦としては、当時の5個掃海隊を1隻で支援出来るように考慮されていた。掃海艇への補給は、泊地で停泊して行う想定であり、ハイライン等には対応していない。艦尾甲板の直前には5トンの力量を有する中折れ式クレーンが設置されており、両舷に横付けした掃海艇への補給や掃海具の移動に用いられる。掃海母艦特有の補給品として掃海電纜などのケーブル類があり、後部上構両舷側のリールに巻きつけて搭載していた。掃海艇の主機関や掃海発電機の部品修理、レーダーや機雷探知機の調整のため、艦内には工作室・鍛造室・電気整備室および補用品倉庫が設けられている。また水中処分員が減圧症に罹患した場合に備えて再圧チャンバーも搭載された。

## 艦歴
「はやせ」は、第3次防衛力整備計画に基づく昭和44年度計画2,000トン型掃海母艦462号艦として、石川島播磨重工業東京第2工場で1970年9月16日に起工され、1971年6月21日に進水、1971年11月6日に就役し、第1掃海隊群に旗艦として編入され呉に配備された。
1988年、20mm単装機銃2基をJM61-M 20mm多銃身機銃2基に換装する。
1991年4月、戦後初の自衛隊海外派遣となった湾岸戦争後のペルシャ湾掃海任務には掃海部隊の旗艦として派遣され、掃海艇の指揮及び支援任務に従事した。
1998年3月20日、特務艦に種別変更され、艦籍番号がASU-7020に変更。第1潜水隊群に直轄艦として編入。
経年による老朽化や設備の陳腐化などにより後継のうらが型掃海母艦の整備が開始され、同2番艦「ぶんご」配備後の2002年12月11日に除籍された。就役中の総航程は414,164.1浬、地球約20周分。
錨が金刀比羅神社に奉納されている。